# Limitatore di giri
Il limitatore di giri serve a evitare che il motore superi una determinata frequenza meccanica che può essere deleteria per il propulsore stesso.

## Funzionamento
Il limitatore di giri è un dispositivo elettronico che è stato implementato negli impianti d'accensione solo a partire dagli anni '70 e che a seconda del tipo d'impianto d'accensione e d'alimentazione può agire in vari modi:
- Mancanza della scintilla, questo tipo d'azione viene utilizzata dai limitatori per i motori ad accensione comandata, questo sistema viene utilizzato per i motori alimentati a carburatori e in alcuni motori alimentati a iniezione, come inconveniente si ha che il motore continua a richiamare il carburante, che poi si disperde nell'impianto di scarico.
- Mancanza dell'iniezione, questo tipo d'azione viene utilizzata dai limitatori per i motori ad accensione spontanea e/o nei motori ad accensione comandata alimentati da un sistema a iniezione
- Mancanza della scintilla e dell'iniezione, questo tipo d'azione viene utilizzata dai limitatori per i motori ad accensione comandata e che sono alimentati da un sistema a iniezione.

### Struttura
Questo componente può essere di due tipi:
- Isolato, in questo caso il limitatore è un elemento ben delineato, con una struttura sua, il quale interagisce con l'impianto d'accensione. Più precisamente questo limitatore:
  - nelle centraline del tipo CDI, cortocircuita la centralina con il telaio, in modo che la carica elettrica non vada alla bobina;
  - nel caso delle centraline IDI, non permette lo scaricarsi della bobina, aprendo il circuito di scarica o impedendone la sua chiusura.
- Integrato, in questo caso il limitatore è direttamente integrato nell'accensione (formano un unico elemento). Più precisamente:
  - nel caso questa sia elettronica è un circuito che inibisce il funzionamento della centralina (non consente la generazione della scintilla);
  - nel caso delle centraline digitali è un parametro della centralina.

### Intervento
Il limitatore può essere di due tipi:
- Permanente, in questo caso il limitatore interviene ogni qual volta che il motore supera la soglia limite.
- Azionabile, in questo caso l'intervento del limitatore (che può essere regolabile o fisso) viene abilitato tramite un interruttore, questo tipo di limitatore è molto utilizzato nelle competizioni, in modo da non superare il limite di velocità nei box.

### Intervento di tipo
L'intervento può essere di due tipi:
- Fisso, il limitatore ha un valore fisso d'intervento, che non può essere regolato dall'esterno.[1]
- Regolabile, il limitatore ha un valore d'intervento regolabile, che può essere regolato dall'esterno, un esempio è nelle competizioni di maggiore interesse (Formula 1), dove l'intervento viene modificato a seconda della sezione di gara o qualifica o percorrere il box.

### Modalità d'intervento
L'intervento può essere di vario tipo:
- On/Off, risulta la versione più semplice, dato che il limitatore ha una sola soglia, superata la quale non si genera più la scintilla e/o l'alimentazione, mentre rimanendone al di sotto si ha sempre la scintilla e/o l'alimentazione.
- Progressivo, risulta essere la versione più complessa, dato che ha varie soglie, le quali determinano l'intensità dell'intervento del limitatore, generalmente ne sono provviste tre soglie, dove al superamento della prima soglia si ha i 2/3 delle scintille e/o alimentazioni totali, al superamento della seconda soglia si ha 1/3 delle scintille e/o alimentazioni totali e al superamento dell'ultima soglia non si ha più la scintilla sulla candela e/o alimentazione.[2]
Questo tipo di limitatore risulta essere meno violento/invasivo nell'intervento, dando meno fastidio nella guida, ma risulta più costoso e complesso da attuare.
- Ritardo dell'accensione, questo tipo d'intervento risulta essere sempre accompagnato da uno dei precedenti dato che ha come effetto la riduzione della potenza generata, ma non evita il superamento del regime di soglia, questo sistema viene usato principalmente perché permette un minor avvertimento nell'inserimento del limitatore.

## Utilità
Il limitatore è molto importante, soprattutto per i motori a quattro tempi, ecco i motivi:
- Riduce la possibilità di grippaggio, valido per tutti i tipi di motore.
- Evita un'eccessiva/veloce usura/ovalizzazione del motore, valido per tutti i tipi di motore.
- Evita stress eccessivi dei vari componenti, come biella, cuscinetti/bronzine e albero motore, valido per tutti i tipi di motore.
- Riduce la possibilità d'urto con le valvole, l'elevata velocità non permette alle molle di far rientrare la valvola nella sede, quindi si genera l'urto con il pistone, questo è valido solo per i motori con valvole a fungo in testa.

## Regime limite
Il regime limite viene definito in base a:
- Materiali utilizzati per la produzione del motore
- Lubrificanti
- Misure del motore, che nei motori a pistoni alternati riguarda solo la corsa del pistone

Questo perché a seconda del materiale e dei lubrificanti il pistone può scorrere nel cilindro a una velocità media più o meno elevata e questa velocità, nei motori a pistoni alternati viene definita con la corsa del motore e dal regime di funzionamento.

## Problemi e limitazioni
Il limitatore di giri, anche se presente non è detto che riesca a limitare i regimi del motore, le cause sono:
- Manomissione o logorio del sistema
- Autoaccensione o Detonazione, il combustibile brucia anche in assenza della scintilla, rendendo inutile l'utilizzo del limitatore.
- Marcia errata, con l'inserimento di una marcia più corta rispetto a una più lunga, si può portare ugualmente il motore oltre il regime limite, senza che l'intervento del limitatore scongiuri quest'evenienza, anche se comunque riesce a far ridurre più o meno velocemente il regime di lavoro, quest'evenienza porta comunque a un rischio elevato per il motore, che può essere danneggiato molto gravemente, soprattutto in caso di motorizzazioni a quattro tempi.

## Accorgimenti
Per migliorare la guida nelle competizioni sportive si possono adoperare alcuni accorgimenti
- Indicatore luminoso, questo indicatore è accoppiato al limitatore e s'illumina quando viene raggiunto un determinato regime, che può essere dell'intervento del limitatore o di un regime leggermente anticipato, che indica al conducente che un cambio è obbligatorio, permettendo al guidatore di mantenere il suo occhio sulla strada evitando che guardi ripetutamente al contagiri.